# 萝宾·博勒加德
萝宾·博勒加德（英語：Robin Beauregard，1979年2月23日—），美国女子水球运动员。她曾代表美国国家队参加2000年和2004年夏季奥林匹克运动会水球比赛，获得一枚银牌和一枚铜牌。